# Basquetebol em Portugal
O basquetebol em Portugal é dirigido pela Federação Portuguesa de Basquetebol.

## História
A introdução do basquetebol em Portugal deu-se em 1913, pelo professor de Educação Física suíço Rodolfo Horney, que exerceu a sua actividade em Lisboa durante 12 anos.
A primeira prova inter-regional realizou-se em 1922, entre Lisboa, Porto e Coimbra, sendo esta última a vencedora. Cinco anos mais tarde, a 17 de Agosto de 1927 foi fundada a Federação Portuguesa de Basquetebol (FPB), na cidade do Porto. Já o primeiro Campeonato Português de Basquetebol foi disputado em 1932/1933, saindo vencedor o Sport Clube Conimbricense.
A 18 de Junho de 1932 é fundada a Federação Internacional de Basquetebol, sendo Portugal um dos oito países fundadores.
O primeiro encontro de basquetebol feminino ocorre em 1934. Nesse mesmo ano a FPB passa a sua sede para Lisboa, por intervenção da Confederação Portuguesa de Desportos.
A primeira Taça de Portugal, até 1953/54 designada Taça de Honra, foi disputada em 1943/1944, sendo vencida pelo Atlético Clube de Portugal.
Hoje em dia, o basquetebol é o segundo desporto que mais praticantes tem em Portugal, conta com 25.550 atletas federados.